# Roman Kostrzewski
Roman Ryszard Kostrzewski (ur. 15 lutego 1960 w Piekarach Śląskich, zm. 10 lutego 2022 w Bytomiu) – polski muzyk, wokalista i autor tekstów. Najbardziej znany jako wieloletni wokalista zespołu Kat (w latach 1981–2004). Współzałożyciel grup Alkatraz (2000–2002) oraz Kat & Roman Kostrzewski (2004–2022). Członek Akademii Fonograficznej ZPAV.

## Działalność artystyczna
Pozostałych muzyków Kata spotkał 12 grudnia 1981 roku na pierwszej edycji festiwalu Silesian Rock w Bytomiu. Wkrótce dołączył do zespołu. Do wczesnych osiągnięć zespołu Kat zaliczały się m.in. występ na festiwalu w Jarocinie w 1984 roku oraz wspólna trasa po Polsce z grupą Hanoi Rocks. W 1985 roku Kat z Kostrzewskim w składzie nagrał pierwszą płytę – 666 (oraz jej anglojęzyczną wersję pt. Metal and Hell). W maju 1988 nastąpiła premiera nagranego w roku poprzednim albumu Oddech wymarłych światów, po czym, w wyniku nieporozumień muzyków, Kat zawiesił działalność. Kostrzewski w tym okresie udzielał się w różnych projektach muzyków chorzowskiej „Leśniczówki”: z Józefem Skrzekiem, Leszkiem Winderem, Jerzym Kawalcem i innymi. Po zmianach składu zespołu Kat (doszli Jacek Regulski i Krzysztof Oset) wokalista podjął pracę nad następnym albumem Bastard ze „Łzą dla cieniów minionych” (tekst i kompozycja – Roman Kostrzewski). Pierwszy dzień sprzedaży zbiegł się z kolejnym udanym występem w Jarocinie, gdzie sprzedano 4000 kaset.
W roku 1993 w Wiśle zespół nagrał płytę Ballady, prezentującą łagodniejszą muzykę.
Kostrzewski stał się jednym z najbardziej rozpoznawanych wokalistów polskiego metalu. Duża w tym zasługa jego kontrowersyjnych tekstów – w których od początku przewijał się bunt przeciw Bogu, magia i okultyzm – oraz jego charakterystycznego głosu i sposobu śpiewania (m.in. częste użycie kontrapunktu). Otwarcie przyznawał się do fascynacji twórczością Tadeusza Micińskiego czy Marka Twaina.
W 1995 roku miało miejsce pierwsze solowe przedsięwzięcie muzyka. Wybór padł na Biblię Satanistyczną Antona Szandora LaVeya. Kostrzewski recytuje w specyficzny sposób przetłumaczone fragmenty tego dzieła. Na dwukasetowym wydawnictwie, gościnnie zagrali: Jacek Regulski i Piotr Luczyk, gitarzyści Kata, oraz Józef Skrzek. Mimo solowego charakteru wydawnictwo to ukazało się pod szyldem Roman Kostrzewski & Kat. Pozycja ta wywołała kontrowersje – odezwało się wiele głosów oskarżających muzyka o propagowanie satanizmu. (Już wcześniej występy zespołu Kat wywoływały protesty środowisk kościelnych). Kostrzewski odpierał zarzuty, odcinając się od aktów wandalizmu i zwracając uwagę na filozoficzne aspekty satanizmu, zawarte w książce LaVeya. Ostatecznie album trafił do niewielu sklepów. Wcześniej, w 1986 roku, miała miejsce dyskusja Kostrzewskiego z księdzem, zarejestrowana przez telewizję BBC w dokumencie Moja krew, twoja krew na festiwalu w Jarocinie.
W roku 1999 nagrał dwupłytowe Listy z ziemi na podstawie dzieła Marka Twaina o tym samym tytule. Grającego na klawiszach Kostrzewskiego wspomógł ponownie Józef Skrzek. Nagraniem i miksem zajął się Jacek Regulski. Wcześniej jednak zespół nagrał najbardziej klimatycznie dopracowany album ...Róże miłości najchętniej przyjmują się na grobach. Treści zawarte na płycie były solą w oku realizatora nagrań, który usłyszawszy je, nie miał ochoty dalej nagrywać albumu. Zespół również nie był zadowolony z wokalisty obawiając się ataków mediów. Album rzeczywiście nie był eksploatowany w mediach, ale to nie przeszkodziło Różom... osiągnąć sukcesu na miarę najlepszych płyt zespołu. Praca nad płytą ujawniła animozje w zespole. Wiosną 1999 roku z zespołu odszedł Piotr Luczyk. Z nowym gitarzystą Kat wyruszył w ostatnią trasę z Jackiem Regulskim, który jesienią, jadąc motocyklem, zginął w wypadku. Kat zawiesił działalność.
Wokalista założył zespół Alkatraz i nagrał z nim w 2001 roku płytę Error, łączącą wymykającą się klasyfikacji muzykę metalową z niespotykanymi wcześniej u niego tekstami, będącymi pełnymi kpiny i rozczarowania komentarzami do aktualnej sytuacji w Polsce. Wśród pobocznych projektów można jeszcze wymienić gościnny występ w jednym utworze na płycie blackmetalowego zespołu Besatt. Udzielił też swojego wokalu w utworze „Serce dzwonu” new metalowego zespołu Absynth.
Podczas koncertów Alkatraz Ireneusz Loth zastąpił dotychczasowego perkusistę, co skatalizowało ponowne zbliżenie muzyków Kat. Wraz z reaktywacją w roku 2002 odbył z nim trasę koncertową oraz zarejestrowany na płycie i DVD występ przed Iron Maiden w Hali Ludowej we Wrocławiu. Po tym koncercie rozpoczął solową działalność koncertową z zalążkami muzyki przygotowywanej do albumu Woda.
W 2004 roku w zespole Kat nastąpił kolejny rozłam, związany z konfliktem między Luczykiem i Kostrzewskim. Wraz z nowymi muzykami oraz dotychczasowym perkusistą Kata Ireneuszem Lothem, Kostrzewski wyruszył na (dobrze przyjętą) trasę koncertową. Powstały w ten sposób zespół Kat & Roman Kostrzewski kontynuował działalność – nagrywając m.in. dwa albumy studyjne – aż do śmierci Kostrzewskiego w 2022 roku.
W listopadzie 2007 roku na rynek trafił solowy projekt Woda. Muzyka na nim zawarta okazała się (ponownie) trudna do sklasyfikowania, nie zawierała się w estetyce metalowej. W zamian Kostrzewski użył syntezatorów oraz automatów perkusyjnych. Tytuł albumu nawiązywał do jednego z czterech żywiołów – artysta planował także albumy poświęcone pozostałym trzem. Jesienią 2021 roku ukazały się zapowiedzi kolejnego albumu solowego, Luft (śl. „powietrze”), ruszyła nawet jego przedsprzedaż, jednak śmierć autora nastąpiła przed oficjalną premierą. Obecny status projektu jest niejasny.
Twórczość Romana Kostrzewskiego była wydawana przez Mystic Production (do 2019).

## Życie prywatne
Urodzony jako Roman Kołek – nazwisko zmienił w 1983 roku. Od 4 roku życia wychował się w domu dziecka (co, jak podkreślał, miało wpływ na jego światopogląd i twórczość). Był rozwiedziony. Miał córki Natalię i Carmen oraz synów Natana i Juliana.
Roman Kostrzewski chorował na chorobę nowotworową, w wyniku której zmarł. 10 lutego 2022 roku po ceremonii pogrzebowej świeckiej został pochowany na Cmentarzu Komunalnym przy ul. Kwiatowej w Bytomiu.

## Upamiętnienie
- 24 października 2022 radni Rady Miejskiej w Bytomiu podjęli uchwałę o nadaniu skwerowi przy ul. Parkowej imienia Romana Kostrzewskiego oraz postawieniu w tym miejscu tablicy upamiętniającej[13].
- W 2024 r. na budynku przy ul. Kołłątaja w dzielnicy Karb (Bytom) powstał mural poświęcony muzykowi.
- 15 lutego 2025 r. na powyższym budynku odsłonięto pamiątkową tablicę[14].

## Publikacje
- Mateusz Żyła, Roman Kostrzewski, Roman Kostrzewski. Głos z ciemności, 2016, Wydawnictwo SQN, ISBN 978-83-7924-704-2.

## Dyskografia
| - Ostatni tabor / Noce Szatana (1985, Tonpress) - Metal and Hell (1986, Ambush Records) - Time of Revenge / Czas zemsty (1986, Ambush Records) - Metal and Hell / Oracle (1986) - 666 (1986, Klub Płytowy Razem) - 38 Minutes of Life (1987, Poljazz) - Oddech wymarłych światów (1988, Pronit) - Bastard (1992, Silverton) - Ballady (1993, Silverton) - Jarocin – Live (1994, Silton) - ...Róże miłości najchętniej przyjmują się na grobach (1996, Silverton) - Bądź wariatem – zagraj z Katem (1997, Silverton) - Szydercze zwierciadło (1997, Silverton) - Somewhere in Poland (2004, Mystic Production) - Kat 1985–2005 (2007, Metal Mind Productions) |  | - Biblia Satanistyczna (1995, KAT S.C.) - Listy z Ziemi (1999, DBC) - Woda (2007, Mystic Production) - Besatt – Sacrifice For Satan (2004, Undercover Records) - Darzamat – Live Profanity (Visiting the Graves of Heretic) (DVD, 2007, Metal Mind Productions) - Vader – XXV (2008, Metal Mind Productions) |

## Filmografia
- Fala – Jarocin ’85 (2005, film dokumentalny, reżyseria: Piotr Łazarkiewicz)
- Historia polskiego rocka: Teoria hałasu (2008, film dokumentalny, reżyseria: Leszek Gnoiński, Wojciech Słota)